# Lübben (Spreewald)
Lübben (Spreewald) (dolnolužicky: Lubin (Błota), česky: Lubín) je město v Německu. Je to hlavní město zemského okresu Dahme-Sprévský les ve spolkové zemi Braniborsko. Leží na řece Sprévě a žije zde přibližně 14 tisíc obyvatel. Nachází se uprostřed Spreewaldu, což je oblast močálů a podmáčených luk u toku řeky Sprévy. Přímo v centru města se kromě hlavního koryta řeky Sprévy také nachází několik vodních kanálů.
Berlín je vzdálen od Lübbenu zhruba 70 kilometrů, Chotěbuz zhruba 36 kilometrů.

## Historie
- První zmínka o hradu Lübben v Lužické marce pochází z roku 1150.
- Městská práva získal Lübben podle magdeburského práva v roce 1220.
- Mezi léty 1367–1635 byl Lübben součástí Českého království, a stal se důležitým provinčním sídlem.
- Od roku 1668 tu působil jakožto arciděkan Paul Gerhardt, autor textů kostelních písní
- Později byl Lübben součástí Saského kurfiřtství, po napoleonských válkách pak součástí Pruska (provincie Braniborsko).
- Během druhé světové války se v Lübbenu nacházel pracovní tábor.

## Pamětihodnosti
- Zámek
- Neuhaus, bývalé sídlo spisovatele Christopha Ernsta von Houwald
- Románský kostel svatého Pankráce
- Kostel Paula Gerhardta z 16. století, kostel kde kázal Paul Gerhardt
- Pomník Paul Gerhardta
- Katolický kostel
- Přírodní rezervace Spreewald
- Nedaleko se nachází velký akvapark Tropical Islands[3]

## Části města
Lübben se dělí na tyto čtvrtě:
- Lübben Stadt (Dolnolužicky: Lubin město)
- Hartmannsdorf (Hartmanojce)
- Lubolz (Lubolc)
  - Groß Lubolz (Wjelike Lubolce)
  - Klein Lubolz (Małe Lubolce)
- Neuendorf (Nowa Wjas)
- Radensdorf (Radom; Radowašojce)
- Steinkirchen (Kamjena)
- Treppendorf (Ranchow)

## Galerie

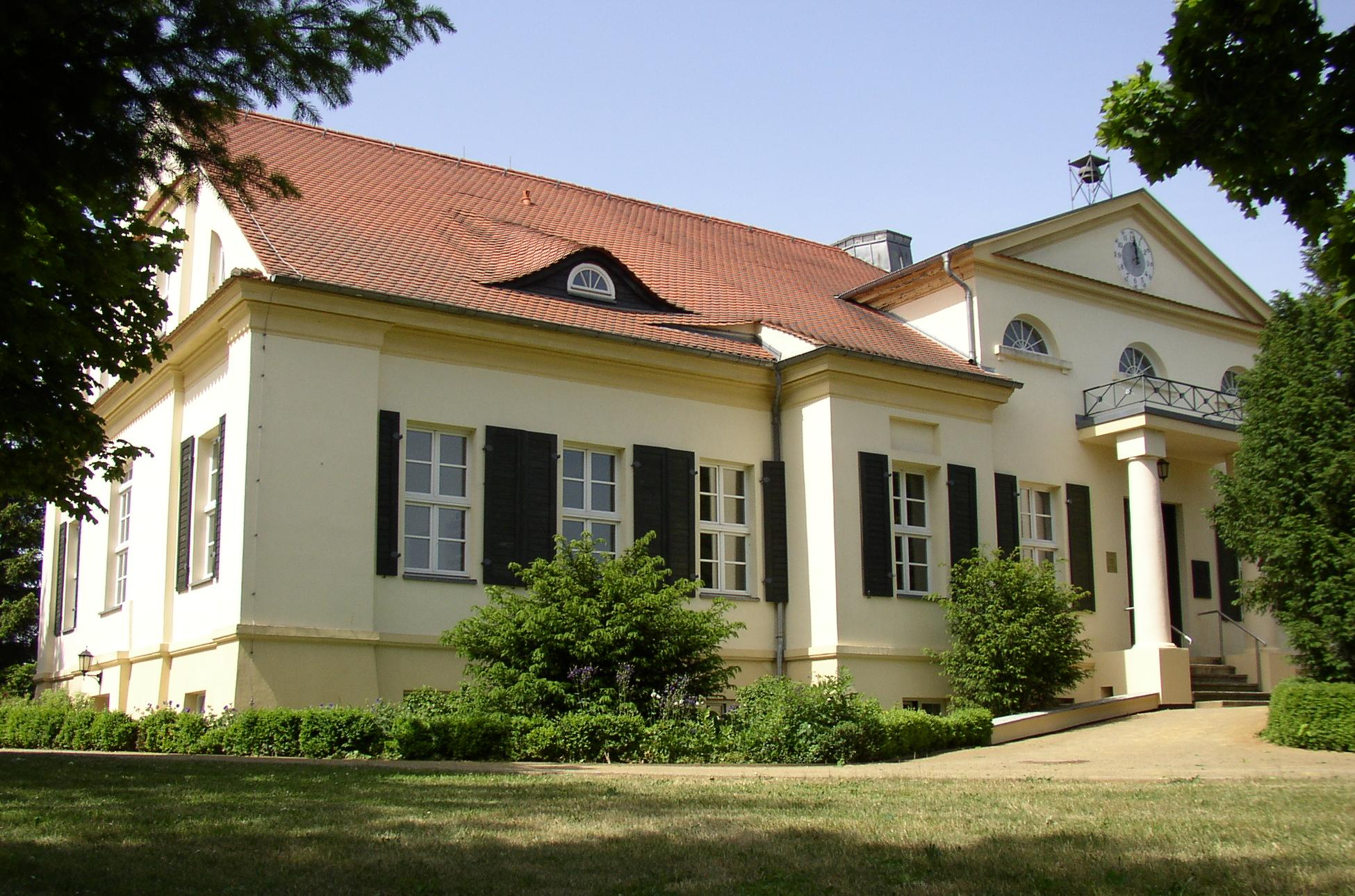
Neuhaus
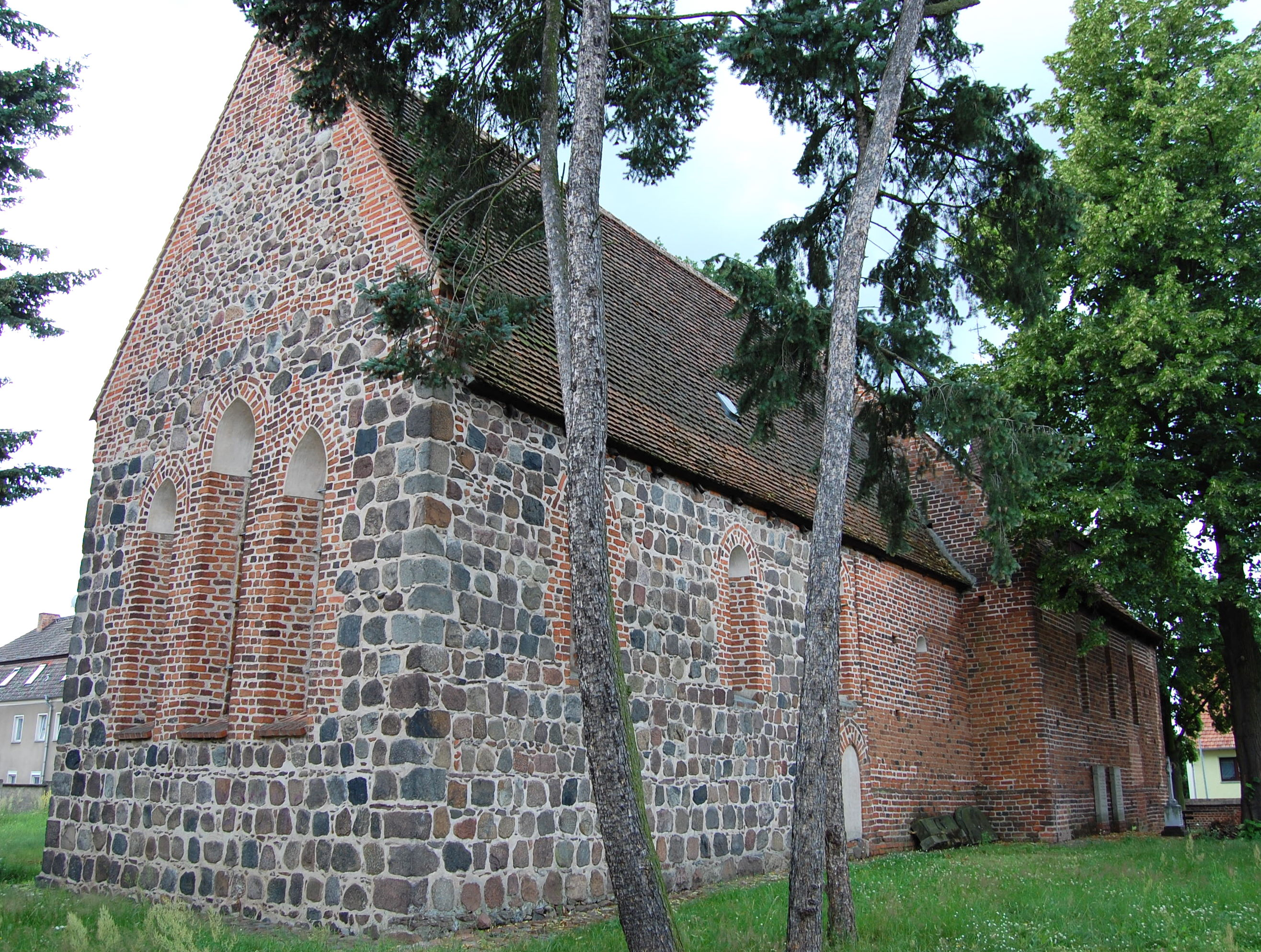
Románský kostel
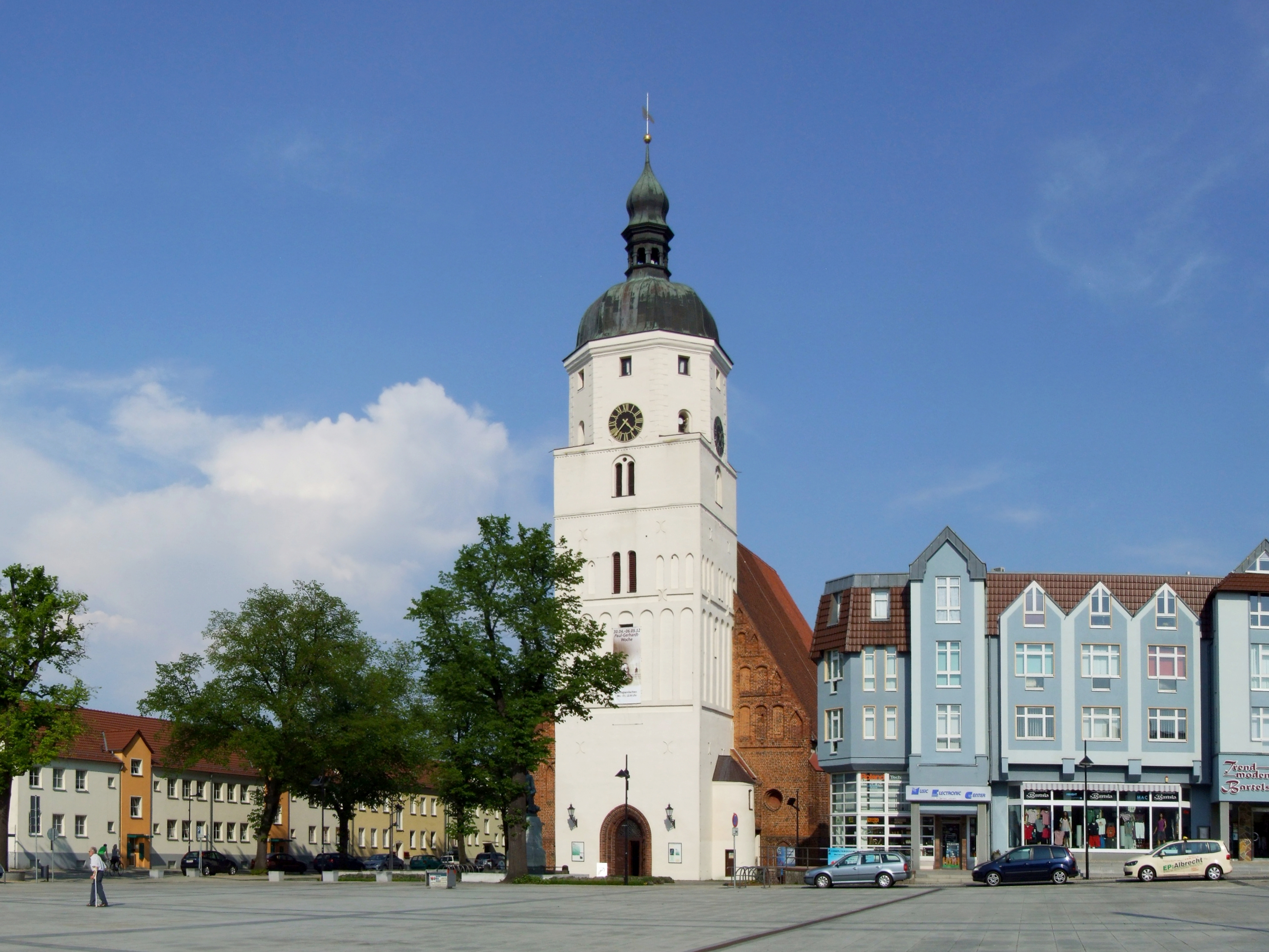
Kostel Paula Gerhardta
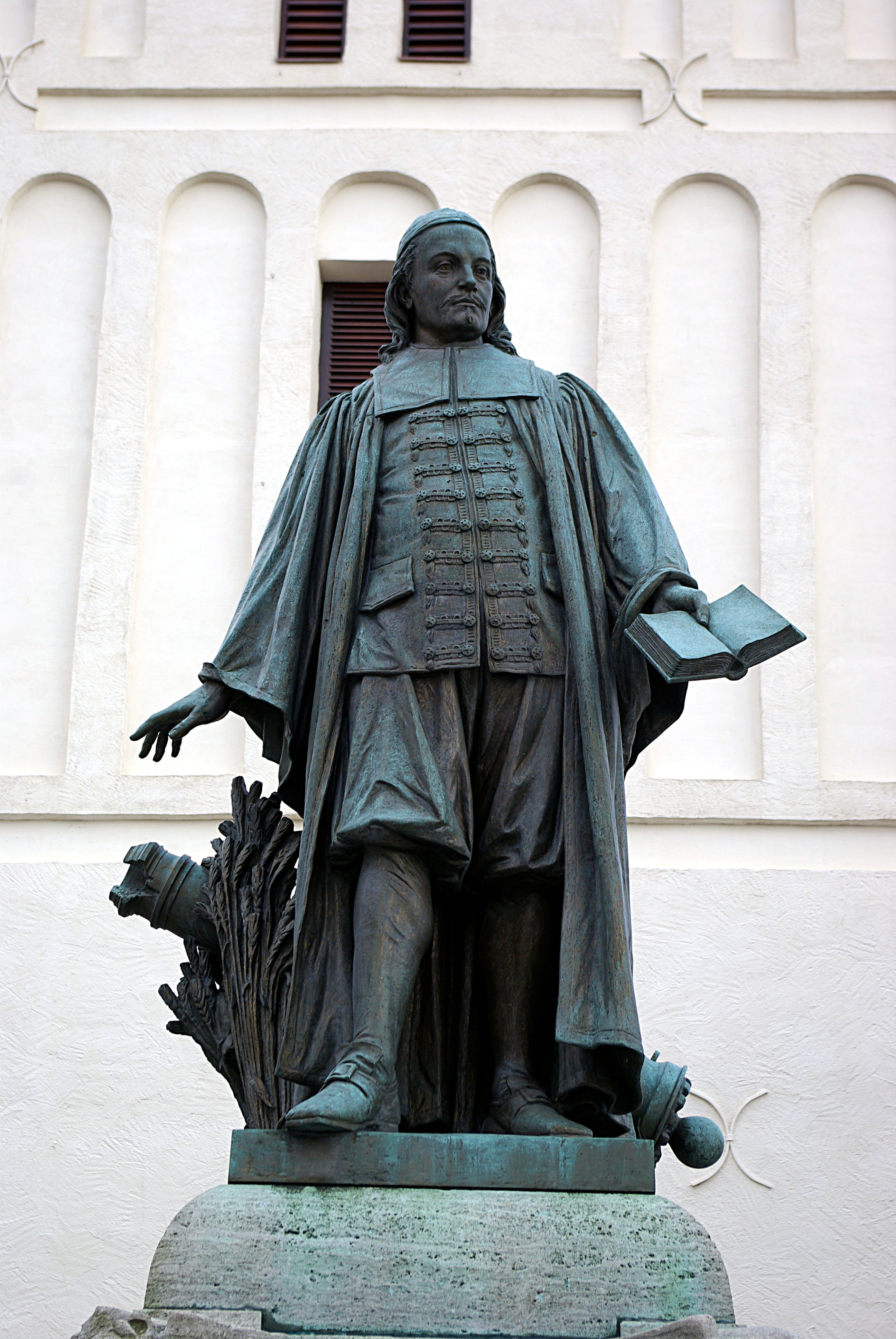
Pomník Paula Gerhardta